# Карпо (супутник)
Карпо (грец. Καρπώ), (англ. Carpo) або Юпітер XLVI — супутник Юпітера.

## Відкриття
Його було відкрито командою астрономів із Гавайського університету під керівництвом Скотта Шеппарда (англ. Scott S. Sheppard) в 2003 році, і тимчасово присвоєно ім'я S/2003 J 20, яке було змінено після присвоєння сучасного імені 30 березня 2005 року. Названо на честь Ори Карпо з давньогрецької міфології, дочки Зевса та Феміди.

## Фізична та орбітальні характеристики
Діаметр супутника становить приблизно 3 кілометра, і проходить орбіту Юпітера на середній відстані в 17 078 000 км за 458,625 днів з нахилом 56° до екліптики (55° до екватора Юпітера), з високим ексцентриситетом 0,4316. Всі супутники, що знаходяться далі ніж Карпо є ретроградними. Густина оцінюється приблизно в 2,6 г/см3. Можливо складається з силікатних порід. Дуже темна поверхня має альбедо 0,04. Зоряна величина становить 23,0m.
Вважається, що Карпо, як і Фемісто (супутник), є поодиноким супутниками, які не належать до жодної групи. Нахил орбіти подібних супутників обмежується ефектом Козаї відкритий Йошіхіде Козаї (англ. Yoshihide Kozai) в 1962, що викликає періодичний обмін між ексцентриситетом і нахилом орбіти. При досить великому нахилу ексцентриситет може стати настільки великим, що перицентр орбіти може опинитися в безпосередній близькості від одного з масивних Галілеєвих супутників Юпітера (Іо, Європи, Ганімеда, Каллісто). Рано чи пізно Карпо або зіткнеться з одним з них, або (у разі близького проходження) буде викинутий із системи Юпітера. Період прецесії перицентру становить 6,8 мільйона років в довжину.